# Hewra
Hewra – polski zespół wykonujący muzykę z pogranicza cloud rapu, trapu i muzyki eksperymentalnej, założony w 2013 roku przez byłych członków JWP, rapera Fostera (jako Amen Pacierzu) oraz producenta Kubę O. (jako ₪). Grupa utworzyła bardzo blisko współpracujące kolektywy HEWRA MOBBYN (z Mobbyn) i The Hewra (z Zer022, G.R.A. i Tuzzą), a jej właściwy skład uzupełnili raper Młody Dron (ex-JWP, jako Meat) i raper-producent-wokalista Don Poldon (ex-Mobbyn) oraz rapujący grafik Zazamek.

## Historia
Hewra, początkowo jako duet byłych członków JWP Fostera i Kuby O., powstała 22 maja 2013 roku, gdy do Warszawy przyjechał Tony Hawk, a muzycy spotkali się i prędko znaleźli nić porozumienia na gruncie artystycznym, decydując się założyć zespół. Nieco później do grupy dołączył trzeci członek, dawny grafficiarz JWP Meat. Meat nie posiadał jeszcze doświadczenia jako raper i właśnie w 2013 roku po raz pierwszy udzielił się wokalnie (w utworze „Egzekucyjny pluton” Siwersa z jego albumu Bez ceregieli).
Równolegle do Hewry zawiązana została grupa Mobbyn, jej powstanie wynikało z trwającej już współpracy raperów Kaza Bałagane i Belmonda, którzy w 2014 roku wydali mixtape Sos, ciuchy i borciuchy, a znalazły się na nim gościnne zwrotki m.in. Fostera i początkującego rapera Dona Poldona. Belmondo zamierzał nadać trwałość współpracy, powołano więc zespół na bazie już istniejącego duetu, do którego dołączono Dona Poldona (i to właśnie on i Belmondo stanowili trzon wczesnego Mobbyn). Do grupy dołączył później również kolejny były członek JWP, raper Doni (który zmienił pseudonim na „Oyche Doniz”). Hewra i Mobbyn zaczęły prężnie współpracować jako kolektyw HEWRA MOBBYN, a granice członkostwa w danym z projektów zacierały się (de facto była to jedna formacja).
Członkowie Hewry chcieli zadbać o anonimowość, jak i nadać własnej twórczości otoczkę tajemniczości, stąd też publikowane utwory i towarzyszące im teledyski tytułowali zazwyczaj w sposób uniemożliwiający znalezienie ich przypadkiem (np. ∀$ᴚoℲ). Zmienili też pseudonimy (Kuba O. na „₪”, Foster na „Amen Pacierzu”, później „Gicik A’Mane”, Meat na „Młody Dron”) i – poza Młodym Dronem – starali się nie pokazywać twarzy w tworzonych materiałach. Skutkiem tego, przez większość działalności Hewry jedynym jej członkiem o znanej słuchaczom tożsamości pozostawał Młody Dron.
Pojedyncze utwory wydawano w znacznej częstotliwości. Wszystkie one publikowane były na kanale Hewry na YouTube, na playliście zatytułowanej ₪₪₪ MadeHewraGreatForever ₪₪₪, co stanowiło jedyną formę interakcji zespołu z odbiorcami. Wykreowany wizerunek w połączeniu z oryginalnymi technikami twórczymi, w relatywnie krótkim czasie zapewniły Hewrze znaczną rozpoznawalność i, co za tym idzie, popularność w przestrzeni internetowej. Pomimo pozostania przy modelu wydawniczym celowo wykluczającym albumy studyjne i minialbumy oraz konsekwentnego trzymania się podziemia, teledyski Hewry osiągały milionowe wyświetlenia, a grupa prowadziła aktywną działalność koncertową.
W 2016 roku na stronie internetowej Hewry pojawiła się oferta zakupu wspólnego wydawnictwa HEWRA MOBBYN zatytułowanego HEWRA/MOBBYN.rar – pomimo ogłoszenia go w formie trzech płyt CD i jednej DVD, w rzeczywistości okazało się być ono kompilacją już wydanych utworów w formie plików MP3. W tym samym roku HEWRA MOBBYN rozpadło się, jednak Don Poldon (członek Mobbyn, z którego odszedł Kaz Bałagane), zdecydował się pozostać w Hewrze. Ostatecznie, skład Hewry skrystalizował się jako ₪, Amen Pacierzu, Młody Dron, Don Poldon i okazjonalnie udzielający się wokalnie grafik Filip „Zazamek” Żamojda.
Oprócz HEWRA MOBBYN, Herwa tworzyła jeszcze drugi kolektyw, The Hewra, współpracując z zespołami Zer022 („Sami”, „Adolpho”, „Bert”, później również „Ozzy Baby”), G.R.A. (Szymon „Szamz” Świątczak i Kamil „Młody Dziadek” Kurzawa) oraz Tuzza („Benito” i „Ricci”).
17 stycznia 2017 roku Mobbyn (już jako duet Belmonda i Oyche Doniza) wydało nakładem Fonografiki eponimiczny album, który okazał się być kompilacją, ponadto – co wzbudziło szczególne kontrowersje – zawierającą ściągnięte z YouTube, stworzone w ramach HEWRA MOBBYN utwory („Zapasy”, „Harry Pothead”, „Bezkitu”, „Laki”, „Rokenrolla”, „Gaśnica”, „Serengeti”, „San Salvador”, „Miami”, „Sypie się papier”, „Młyn”), w znacznej części wyprodukowane przez ₪, a także z wokalnym udziałem Młodego Drona, Amena Pacierzu oraz byłych członków Mobbyn, Dona Poldona i Kaza Bałagane (który był również producentem części utworów). Niejasna kwestia praw autorskich doprowadziła do konfliktu Mobbyn z wytwórnią, a przez to do tymczasowego zawieszenia działalności duetu.
W dniach od 8 do 9 września 2017 roku w Białymstoku odbywał się festiwal muzyki elektronicznej Up To Date, na którym Hewra wystąpiła jako jedna z głównych gwiazd, obok takich wykonawców, jak Clams Casino, Lorenzo Senni, Murcof, Prurient, Stefan Wesołowski, Rosalie., Da Vosk Docta, czy PRO8L3M. W następnym roku współpracę z Hewrą odnowił były członek Mobbyn, Kaz Bałagane, biorąc udział w nagraniu utworu „AYEAHOU”.
W 2019 roku Herwa (w pełnym składzie) wystąpiła gościnnie na albumie Sokoła Wojtek Sokół, w utworze „I tak i nie”. Wyprodukowanej przez ₪ piosence towarzyszyła wykonana przez Młodego Drona animacja, wydana na kanale wytwórni Prosto w serwisie YouTube, do 2025 roku odtworzona blisko trzy miliony razy. W tym samym roku Hewra udzieliła Winicjuszowi „Winiemu” Bartkówowi jedynego pełnoprawnego wywiadu w swojej historii (wypowiadał się głównie Młody Dron, choć wzięli w nim udział również Amen Pacierzu i Sami), natomiast Don Poldon rozpoczął karierę solową, wydając kompilację wcześniejszych solowych nagrań pod tytułem Vagabundus oraz minialbum The No Face. Również w roku 2019, na składance oficyny Father And Son Records And Tapes pod tytułem FASRAT Compilation #3 znalazł się specjalnie na nią nagrany utwór Hewry „Ethnotronix”.
Działalność Hewry dobiegła końca 27 czerwca 2020 roku, gdy o odejściu z formacji poinformował jej współzałożyciel oraz pomysłodawca nazwy, Amen Pacierzu, który był również właścicielem praw do znaku towarowego „Hewra”. Pomimo rozpadu formacji, jeszcze 21 września tego roku ukazał się wspólny album Bilona, Kaczego i Szweda SWD zatytułowany Bry.S, na którym znalazł się utwór „Nie ma cię tu”, z zarejestrowanym wcześniej udziałem Amena Pacierzu i Młodego Drona, sygnowanym nazwą Hewry. Nieco wcześniej, 12 września, Szamz poinformował opinię publiczną, że rozpoczął pracę nad wspólnym mixtape'm z Młodym Dronem – ostatecznie, nie został on jednak nigdy upubliczniony.
15 lutego 2021 roku Amen Pacierzu wydał własnym sumptem, pod pseudonimem „AMEN” swój debiutancki album solowy, Trafisz do nieba. W tym samym roku nazwa Hewry wykorzystana została po raz kolejny – utwór „LATARYNKA”, pochodzący z albumu CHUDY Mlodyegoskiny’ego, w którym wystąpili Młody Dron, Szamz, Sami i Ozzy Baby, został opisany jako zawierający gościnny występ Hewry.
Po rozpadzie Hewry na kanale zespołu kilkukrotnie publikowano jeszcze pojedyncze utwory, z których pierwszy po zakończeniu istnienia grupy, „ERROR AWARIA”, pojawił się 11 kwietnia 2021 roku. Miesiąc wcześniej członkowie grupy wydali w formie sieciowej kompilację Made in Hewra (2016, vol. 1), jedną pełnoprawną publikację Hewry (nie licząc wcześniejszego żartu-prowokacji w postaci zbioru plików HEWRA/MOBBYN.rar), która zawierała wybór dwunastu utworów Hewry, HEWRA MOBBYN oraz The Hewra i stanowiła swoiste podsumowanie działalności zespołu.
1 lutego 2022 roku Belmondo (obecnie działający pod pseudonimem „Belmondawg”) udzielił wywiadu, w którym zapytany został o przyczyny rozpadu HEWRA MOBBYN – stwierdził, że w rzeczywistości (i wbrew spekulacjom) powodem były różnice artystyczne, a grupa stać się miała zbyt liczna, przez co pojawił się zbyt duży rozdźwięk między autorskimi koncepcjami jej członków.
8 września 2024 roku utwór „I tak i nie”, chociaż niewydany na singlu, pokrył się złotem, sprzedając się w liczbie ponad piętnastu tysięcy kopii. 28 grudnia tego samego roku Don Poldon wydał swój drugi minialbum, współprodukowany przez ₪ Good Guy, na którym w trzech utworach wystąpił gościnnie Młody Dron.

## Charakterystyka twórczości
Muzyka i oprawa graficzna Hewry naznaczone były nurtami takimi, jak vaporwave, czy chillwave oraz licznymi odwołaniami do synth popu lat osiemdziesiątych i dziewięćdziesiątych, a także popkultury. W różnorodnym repertuarze grupy pojawiały się nawet utwory nowofalowe i post-punkowe, stylistycznie bliższe twórczości Klausa Mitffocha, czy Siekiery (za które odpowiadał zwłaszcza Don Poldon), czy oparte na strukturze techno. W charakterze instrumentu wykorzystywany bywał Auto-Tune, widoczne były również wpływy mumble rapu, czy też spuścizna psychorapu Kalibra 44. Powszechnie określano również twórczość Hewry mianem „narkotycznej”, wskazując na inspiracje LSD, marihuaną, MDMA i mefedronem.
Charakterystycznym elementem produkcji Ostapowicza było sięganie po rozmaite sample, czasami wręcz po pełnoprawne fragmenty utworów, od Edyty Bartosiewicz, przez Black Sabbath, po Hemp Gru. Praktyka ta doprowadziła do sytuacji, w której w 2018 roku Władysław Komendarek w mocnych słowach oskarżył Hewrę o kradzież jego utworu „Kosmiczny mecz”, na samplach z którego oparto kompozycję HEWRA MOBBYN pod tytułem „Fuji” – w odpowiedzi Hewra usunęła „Fuji” z przestrzeni internetowej.
W warstwie tekstowej raperzy sięgali po nietypowe zabiegi językowe, często sprzeczne z poprawną polszczyzną. Okazjonalnie teksty wykonywane były w języku angielskim, lecz ze słowiańskim akcentem. W jednym z wywiadów Sokół stwierdził, że teksty Hewry często „brzmią tak, jakby ktoś napisał tekst, a potem wyciął z niego co trzecie słowo”, co określił mianem „bardzo ciekawej formy”.
Oryginalna oprawa wizualna twórczości Hewry, zwłaszcza jej teledyski, zostały scharakteryzowane na łamach Dwutygodnika w sposób następujący:
To raczej postmodernistyczna, amoralna, antyestetyczna biegunka. Jasne, Hewra nie jest pierwszym składem, który opowiada o dilerce i narkotycznych doznaniach. Ale raczej pierwszym, w którego teledysku zamiast gości w bluzach z kapturem, modelek i dobrych samochodów, występuje nakręcony dronem wielki syberyjski tygrys i postaci z dziecięcej kreskówki. Przy czym nie czuć w multimedialnych produkcjach Hewry koniunkturalizmu rodem ze szkoły artystycznej. To raczej bardzo intuicyjny strumień obrazów. Najczęściej jest w ogóle niezwiązany z treścią piosenek i sprawia wrażenie archaicznego, pół-amatorskiego montażu, jakby ktoś dorwał się do ściągniętego z sieci programu i nauczył się kilku najbardziej efektownych tricków (…).
Twórczość Hewry uznawana bywała za osadzoną w tym samym nurcie, co Rogala DDL oraz Mobbyn i działalność solowa jego członków, Kaza Bałagane oraz Belmonda. Określane mianem „awangardowych”, „trudnych do zaklasyfikowania tworów i tajemniczych postaci” Hewra i Mobbyn, jako wywodzące swój rodowód ze środowiska JWP, wskazywane były jako przykłady długiego trwania w polskim hip-hopie. Brytyjski magazyn muzyczny „NME” scharakteryzował Hewrę jako hip-hopowy kolektyw „będący bardziej podziemnym ruchem trapowym, wykorzystującym niszową polską kulturę uliczną”, z tendencją do „sięgania po hipnotyczne bity i surowszy sposób składania wersów”. W publikacjach na temat działalności Hewry pojawiały się również stwierdzenia, że ta „pojawiła się nagle i zrewolucjonizowała polski trap”.
Portal muzyczny „Porcys” umieścił utwór Hewry „Pomoli” na siedemnastym miejscu w zestawieniu dwudziestu najlepszych światowych singli 2017 roku, przy okazji podsumowując nagłą, ogromną popularność zespołu w Internecie słowami „Hewrą mówi miasto, Hewrą mówią tramwaje, Hewrą mówi cała Polska”.
Nazwa grupy pochodzi z języka jidisz, w którym słowo „chewre” oznacza „towarzystwo”, „kompanię”, bądź „bractwo religijne”.

## Skład
- Jakub Ostapowicz, ps. „₪”, „Ostap”, początkowo „OK” i „Oktokopter” – produkcja, realizacja, reżyseria i wykonanie teledysków
- Rafał Ostrowski, ps. „Amen Pacierzu”, „Gicik A’Mane”, początkowo „Foster” i „Fo” – wokal, słowa, wokal wspierający (do 2020)
- Stefan Szwed-Strużyński, ps. „Młody Dron” – wokal wspierający, wokal, słowa
- Filip Żamojda, ps. „Zazamek”, „Zaza”, „Zamek”, „wizja.tv” – oprawa graficzna, wykonanie teledysków, okazjonalnie wokal wspierający, wokal i słowa
- Łukasz Pikoń, ps. „Don Poldon”, początkowo „Yung O’ Muzykant” – wokal, słowa, śpiew, wokal wspierający, okazjonalnie produkcja (od 2016, wcześniej w Mobbyn)

## Dyskografia

### Kompilacje
| Album                        | Dane                                            | Jako         | Przypisy |
| ---------------------------- | ----------------------------------------------- | ------------ | -------- |
| HEWRA/MOBBYN.rar             | - data: 2016 - wydawca: wydanie własne          | HEWRA MOBBYN | [ 52 ]   |
| Made in Hewra (2016, vol. 1) | - data: 21 marca 2021 - wydawca: wydanie własne | Hewra        | [ 53 ]   |

### Występy gościnne
| Rok  | Album                           | Utwór                                                              | Wzięli udział                                     | Przypisy |
| ---- | ------------------------------- | ------------------------------------------------------------------ | ------------------------------------------------- | -------- |
| 2019 | Sokół – Wojtek Sokół            | „I tak i nie” (gościnnie: Hewra)                                   | ₪, Zazamek, Amen Pacierzu, Młody Dron, Don Poldon | [ 54 ]   |
| 2019 | FASRAT Compilation #3           | Hewra – „Ethnotronix”                                              | ₪, Zazamek, Don Poldon                            | [ 29 ]   |
| 2020 | Bilon, Kaczy, Szwed SWD – Bry.S | „Nie ma cię tu” (gościnnie: Hewra)                                 | Amen Pacierzu, Młody Dron                         | [ 32 ]   |
| 2021 | Mlodyskiny – CHUDY              | „LATARYNKA” (gościnnie: Hewra, Młody Dron, Ozzy Baby, Sami, Szamz) | Młody Dron oraz Ozzy Baby, Sami, Szamz            | [ 35 ]   |